# Perast
Perast (Montenegrijns: Пераст; Italiaans: Perasto) is een oude stad bij de Baai van Kotor in Montenegro. Het ligt in het zuiden van de stad Risan en in het noordwesten van de stad Kotor. De stad heeft een bevolkingsomvang van 349 personen (2003).
Perast ligt beneden de berg St. Elijah (873 meter) op een kaap dat de Baai van Risan van de Baai van Kotor scheidt. De gemiddelde temperatuur per jaar is 18,3°C. Voor Perasts kust liggen twee kleine eilanden, Gospa od Škrpjela en Sveti Đorđe.
De oude stad heeft geen verdedigingsmuur, maar negen verdedigingstorens. Deze torens werden gebouwd door marine van de republiek van Venetië in de 15e en 16e eeuw. Dat was tijdens de overheersing van Venetië over Perast, tussen 1420 en 1797. In die periode werden de meeste van de zestien kastelen, zeventien katholieke kerken en twee orthodoxe kerken gebouwd.

## Bezienswaardigheden
- Gospa od Škrpjela is een klein artificieel eiland voor de kust van Perast, waarop zich de Onze-Lieve-Vrouw van de Rotsenkerk en een bijbehorend museum bevinden. Ernaast ligt Sveti Đorđe, een natuurlijk kloostereiland, dat het Sint-Jorisklooster huisvest. Beide eilanden zijn doorgaans per boot te bereiken.
- De witte toren van de Onze-Lieve-Vrouw van de Rozenkranskerk heeft een karakteristieke achthoekige vorm.
- Het 55 meter hoge belfort van de Sint-Niklaaskerk, de hoogste in de Baai van Kotor, is voor het publiek toegankelijk.

- Gemeinsame Normdatei: 4446271-2
- Library of Congress Control Number: no2002016362
- Nationale Bibliotheek van Tsjechië: ge579924
- Nationale Bibliotheek van Israël: 987007467711105171
- Virtual International Authority File: 157439408